# Scandinavian Days
Scandinavian Days è un album live di Stan Getz con Oscar Pettiford (che suona nei soli primi tre brani), pubblicato dalla Fresh Sound Records nel 1991.

## Tracce
1. Stan Getz Introduces the Members of His Quartet – 1:01 – Registrato il 25 ottobre 1959 a Copenaghen (Danimarca)
2. Laverne Walk – 4:17 (Oscar Pettiford) – Registrato il 25 ottobre 1959 a Copenaghen (Danimarca)
3. I Remember Clifford – 6:04 (Benny Golson) – Registrato il 25 ottobre 1959 a Copenaghen (Danimarca)
4. Stuffy – 6:10 (Coleman Hawkins) – Registrato il 25 ottobre 1959 a Copenaghen (Danimarca)[1][2]
5. Out of Nowhere – 5:25 (Edward Heyman, Johnny Green) – Registrato il 1º marzo 1959 a Copenaghen (Danimarca)
6. Yesterdays – 4:25 (Jerome Kern, Otto Harbach) – Registrato il 1º marzo 1959 a Copenaghen (Danimarca)
7. Fireplace Blues – 4:17 (Stan Getz) – Registrato il 1º marzo 1959 a Copenaghen (Danimarca)
8. My Funny Valentine – 5:10 (Richard Rodgers, Lorenz Hart) – Registrato il 1º marzo 1959 a Copenaghen (Danimarca)
9. Broadway – 10:57 (Buddy De Sylva, Lew Brown, Ray Henderson) – Registrato il 20 febbraio 1959 a Frederikstad (Norvegia)
10. Get Happy – 8:47 (Harold Arlen, Ted Koehler) – Registrato il 20 febbraio 1959 a Frederikstad (Norvegia)
11. Pernod – 8:17 (Johnny Mandel) – Registrato il 20 febbraio 1959 a Frederikstad (Norvegia)

## Musicisti
Brani 1, 2, 3 e 4
- Oscar Pettiford - contrabbasso
- Stan Getz - sassofono tenore
- Jan Johanson - pianoforte
- Joe Harris - batteria

Brani 5, 6 e 7
- Stan Getz - sassofono tenore
- Bent Axen - pianoforte
- Gunnar Johnson - contrabbasso
- William Schiopffe - batteria

Brano 8 (Stan Getz with Ib Glindemann and His Big Band)
- Stan Getz - sassofono tenore
- Ib Glindemann - conduttore musicale
- Ejner Christiansen - tromba
- Svend Lundvig - tromba
- Palle Bolving - tromba
- Allan Botschinsky - tromba
- John Lind - trombone
- Bent Ronak - trombone
- Uffe Karskov - sassofono alto
- Paul Martin Moeller - sassofono tenore
- Erik Munk Moeller - sassofono tenore
- Karl Lewkowitz - sassofono tenore
- Johannes Jørgensen - sassofono baritono
- Bent Axen - pianoforte
- Urban Moberg - contrabbasso
- Jorn Elniff - batteria

Brani 9, 10 e 11
- Stan Getz - sassofono tenore
- Erik Nordstrom - sassofono tenore
- Jan Johanson - pianoforte
- Gunnar Johnson - contrabbasso
- Rolf Svensson - batteria